# Peter Lynch
Peter Lynch (* 19. ledna 1944 Newton, Massachusetts) je americký investor a filantrop. Jako manažer podílového fondu Fidelity Magellan Fund ve společnosti Fidelity Investments dosáhl Lynch v letech 1977–1990 průměrného ročního výnosu 29,2 %, což je téměř trojnásobek indexu S&P 500, a Magellan se tak stal nejvýkonnějším podílovým fondem na světě. Během jeho třináctiletého působení vzrostl spravovaný majetek fondu z 18 milionů USD na 14 miliard USD.
Lynch byl zastáncem hodnotového investování, napsal či byl spoluautorem řady knih a článků o investičních strategiích, včetně knihy One Up on Wall Street, vydané nakladatelstvím Simon & Schuster v roce 1989, které se prodalo přes milion výtisků. Lynch byl pro své výsledky ve finančních médiích označován za "legendu".